# 利根別自然公園
利根別自然公園（とねべつしぜんこうえん）は北海道岩見沢市にある都市公園。

## 概要
岩見沢市街の南東に接する利根別自然休養林（通称・利根別原生林）の中に設けられた公園。
利根別自然休養林は面積約3,640,000m2の国有林で、40種以上の広葉樹および約200種の野生植物が生えているほか、30種以上の野鳥の繁殖地となっている。そうした学術的重要性から、鳥獣保護区（一部は特別保護地区）・水源かん養保安林・保健保安林に全域が指定されている。入口付近に設置された利根別原生林ウォーキングセンターでは、訪れた人に情報提供やガイドマップ配布、キャンプ用品販売などを行っている。
また、園内には1914年竣工の農業用ダムと人工池（通称・大正池）があるが、灌漑技術の発達もあって利用は減り続けたため2009年をもって農業用水利権が廃止されダムとしての役割を終えており、専ら公園内の親水施設としての意味合いが強い。
2010年にダムの一部が陥没する大規模な損傷が発生して以降、現在は水を抜かれたままの状態となっている。修復工事については、これまでの農業用ダムと親水施設の兼用から、純粋な親水目的のため池として規模および用途を変える方向で検討が進められている。

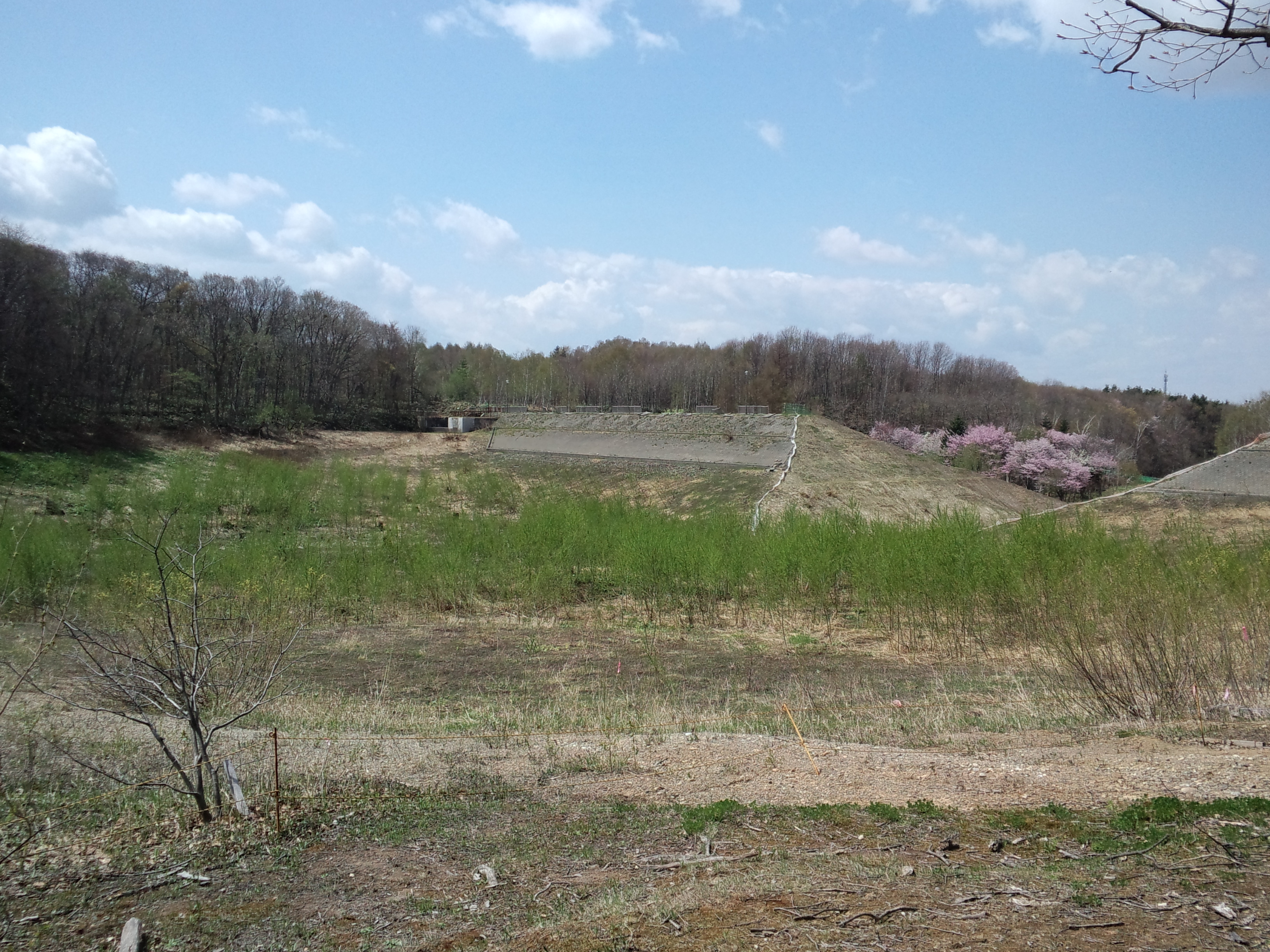
水が抜かれた大正池
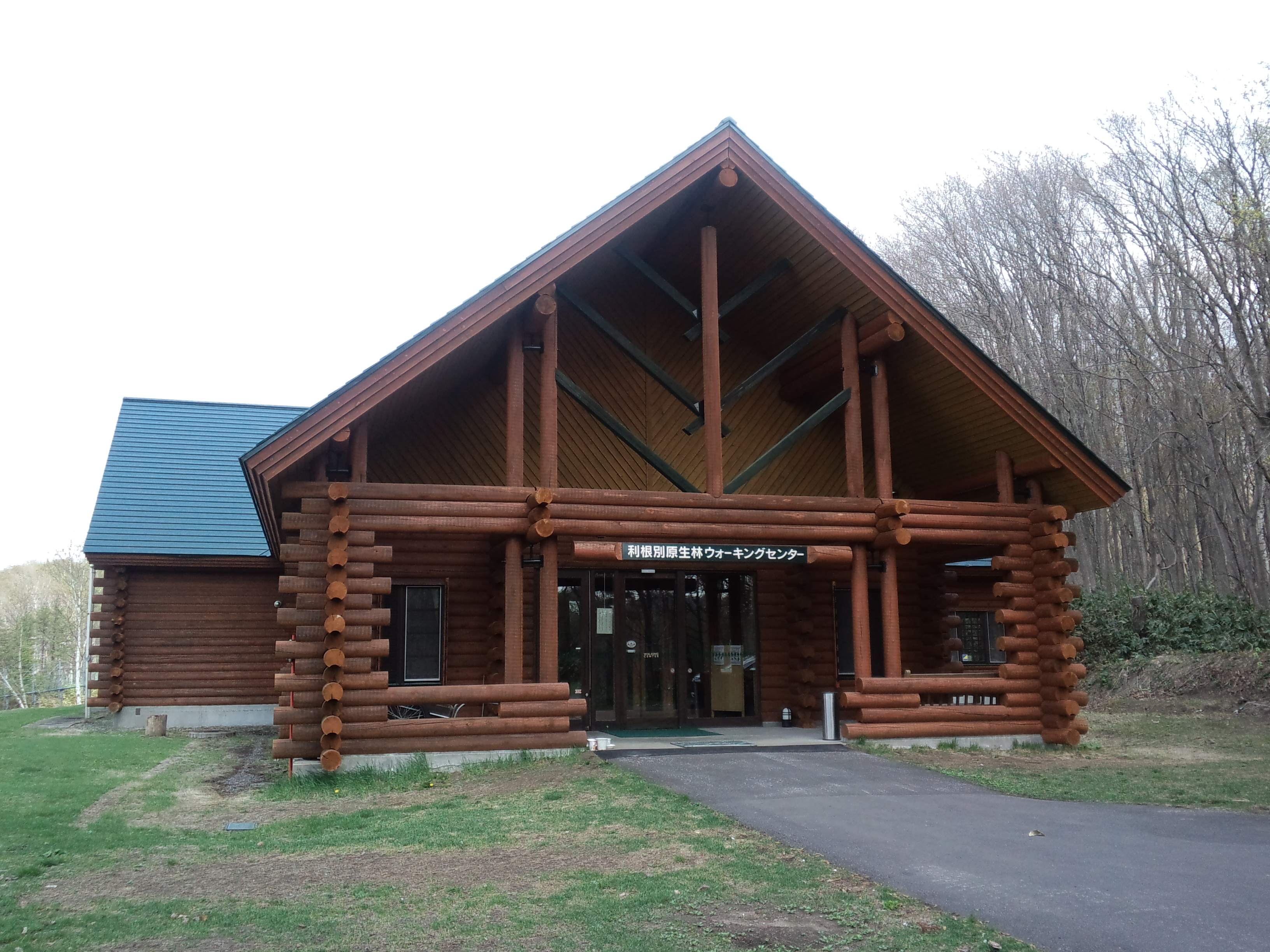
ウォーキングセンター
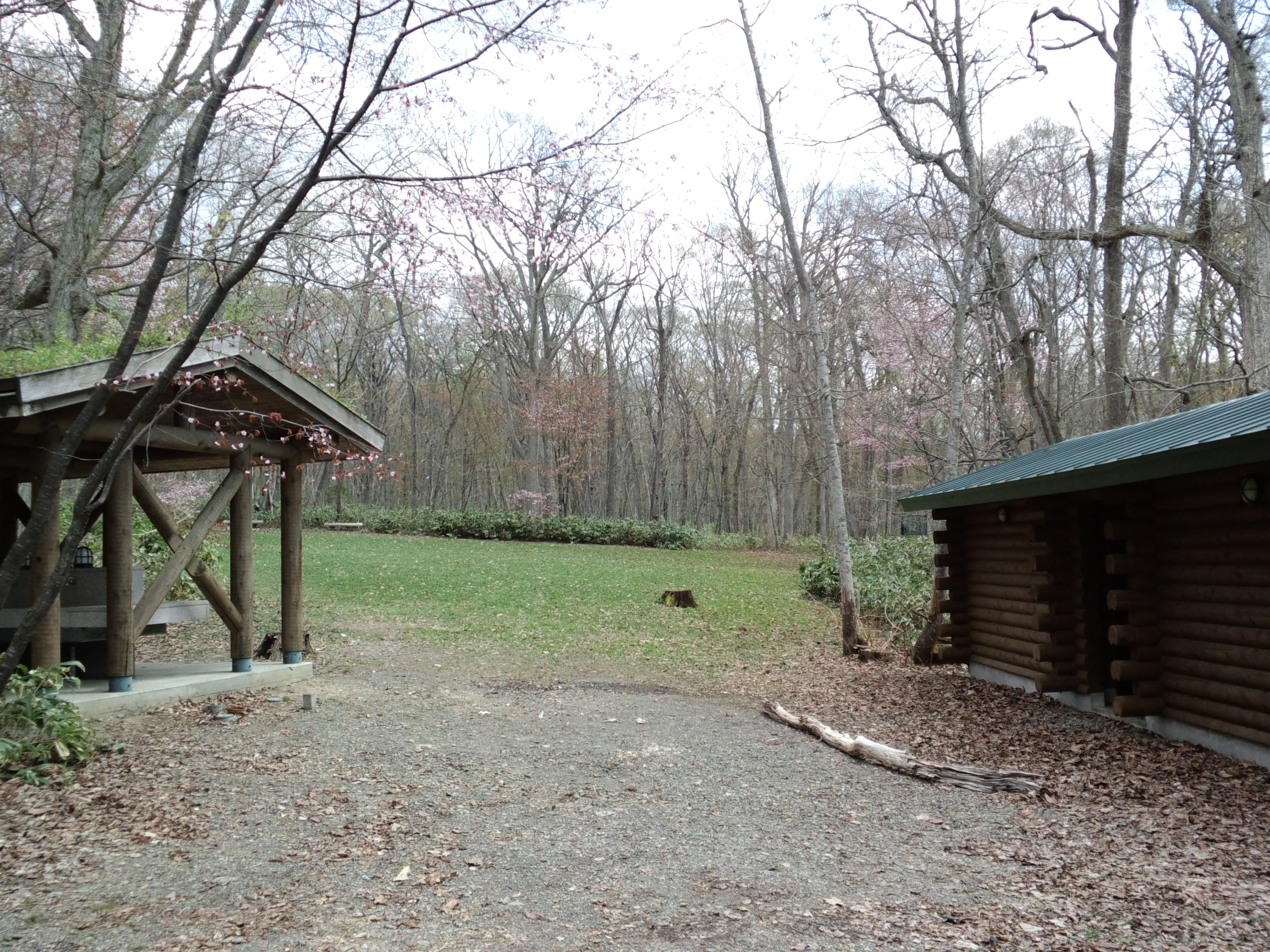
キャンプ場

## アクセス
最寄駅は岩見沢駅だが3kmほど距離がある。中央バス緑が丘・鉄北循環線または万字線で「大正池入口」下車。徒歩数分。

## 周辺
- あやめ公園
- 北海道教育大学岩見沢校
- 北海道岩見沢緑陵高等学校